# Butia lallemantii
Butia lallemantii là loài thực vật có hoa thuộc họ Arecaceae. Loài này được Deble & Marchiori mô tả khoa học đầu tiên năm 2006.

## Hình ảnh

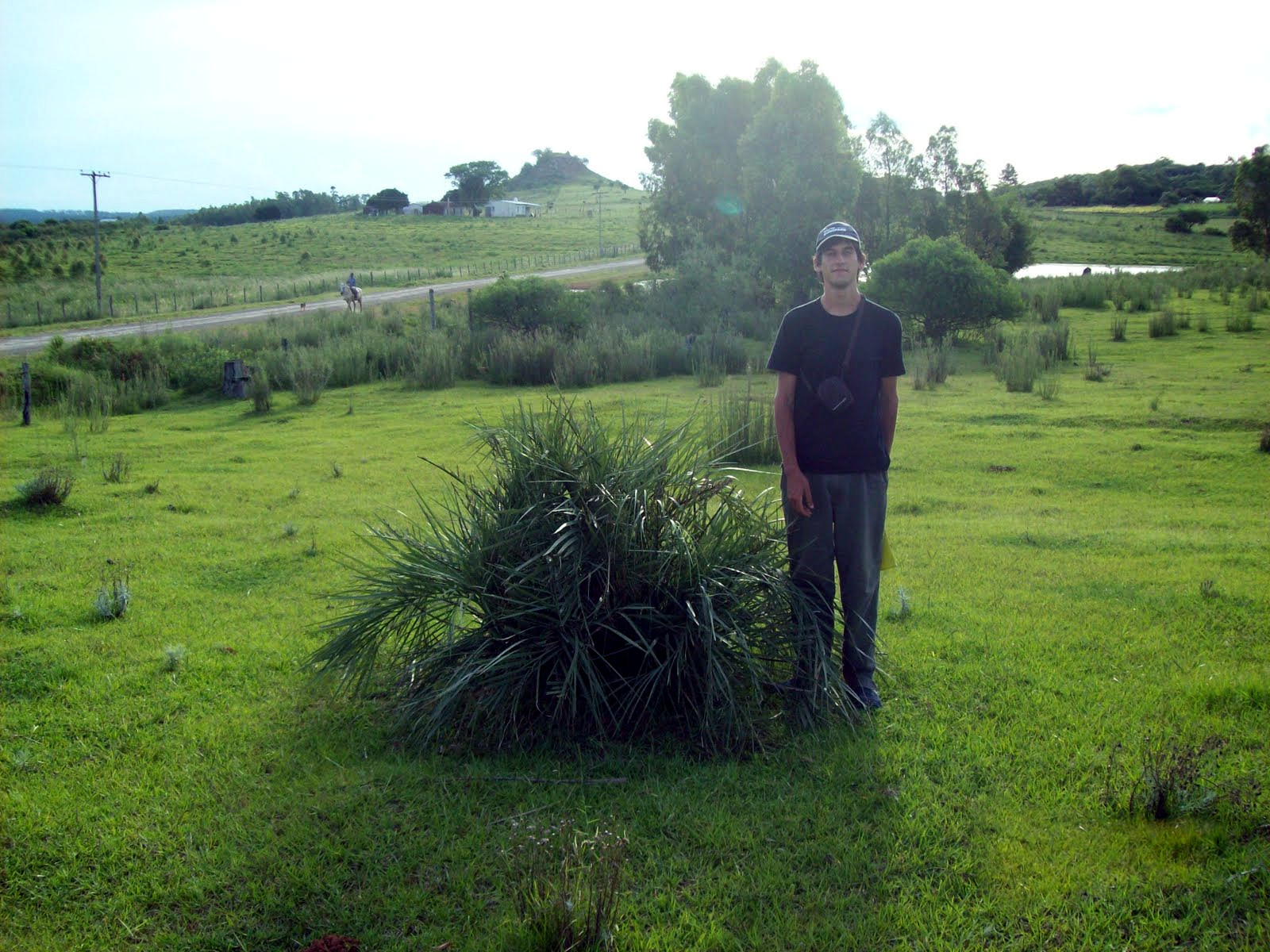